# Notacanthus
Notacanthus é um gênero de peixe da família Notacanthidae.
Contém as seguintes espécies:
- Notacanthus abbotti Fowler, 1934
- Notacanthus arrontei Bañón, Barros-García, Baldó, Cojan & Carlos, 2024
- Notacanthus bonaparte A. Risso, 1840
- Notacanthus chemnitzii Bloch, 1788
- Notacanthus indicus Lloyd, 1909
- Notacanthus laccadiviensis Konhamkakkada, Kinattumkara, Raghavan & Sivanpillai, 2023
- Notacanthus sexspinis J. Richardson, 1846
- Notacanthus spinosus Garman, 1899